# El Zaricejo

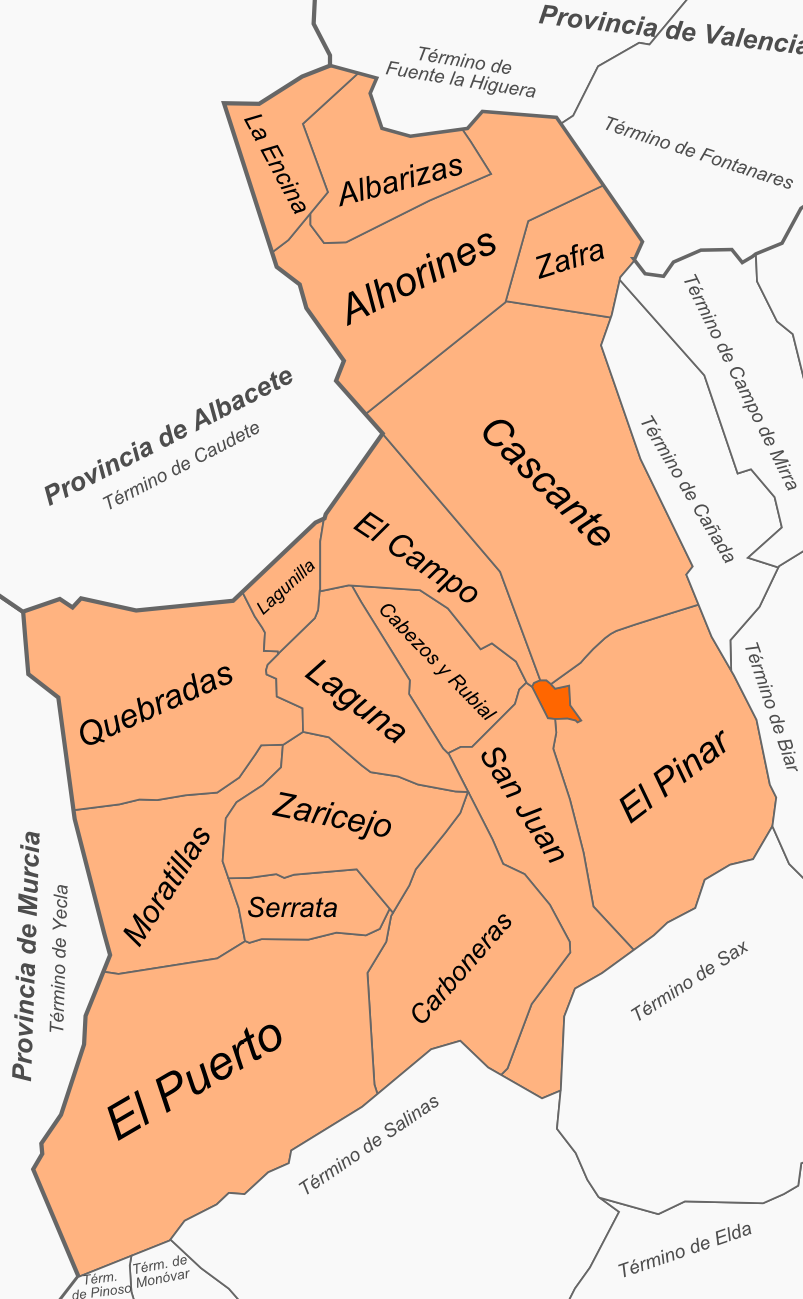
Antiga divisió del terme municipal de Villena.

El Zaricejo és una antiga partida de Villena (Alt Vinalopó, País Valencià), situada a la vall quaternària que s'estén entre l'anticlinal triàsic que travessa el terme de nord a sud, les elevacions principals del qual són els cabeços de Jordán i de Terlinques, i la serra de Castellar.
El Zaricejo és una conca hidrogràfica alimentada per les serres i rambles de l'oest i independent de la del Vinalopó, de la qual la separa la citada xicoteta serra triàsica. En disminuir les aigües cavalleres de la conca, diverses empreses van adquirir gran part de la vall per a l'aprofitament de les seues aigües subterrànies, de les quals encara s'assorteixen alguns pobles de les conques mitjana i baixa del Vinalopó.
A la partida del Zaricejo s'emplacen diversos jaciments arqueològics d'interès, com la mateixa serra de Castellar, anomenada així per les ruïnes d'uns murs de pedra que es conserven en l'altiplà superior i que ja es consideraven molt antics en 1575. Al sud es troba el poblat de Terlinques, que ha proporcionat materials de l'Edat del Bronze datats cap a 1850 a. C. i cap a l'oest un jaciment ibèric del segle IV a. C., estés des del fons de la vall fins als vessants occidentals d'aquest cabeç. Aquest jaciment ha subministrat l'exemplar d'escultura ibèrica en pedra conegut per la lleona del Zaricejo. Immediat a Terlinques, pel seu vessant sud-oriental, existeix un altre jaciment d'època romana.